# Oray Sahin
Oray Sahin (* 14. Dezember 1986 in Wien) ist ein ehemaliger österreichischer Handballspieler.

## Karriere
Der gebürtige Wiener begann seine aktive Profi-Karriere bei der SG Handball West Wien. Davor war er für Union West Wien in diversen Jugendligen aktiv. 2008 konnte er mit den Wienern den Aufstieg aus der Handball Bundesliga Austria in die Handball Liga Austria feiern. 2015 beendete Sahin seine Handballkarriere.

## HLA-Bilanz
| Saison    | Verein                | Spielklasse | Tore | 7-Meter      | Feldtore |
| --------- | --------------------- | ----------- | ---- | ------------ | -------- |
| 2011/12   | SG Handball West Wien | HLA         | 27   | 1/4          | 26       |
| 2012/13   | SG Handball West Wien | HLA         | 23   | 0/0          | 23       |
| 2013/14   | SG Handball West Wien | HLA         | 69   | 14/19        | 55       |
| 2014/15   | SG Handball West Wien | HLA         | 44   | 1/3          | 43       |
| 2011–2014 | gesamt                | HLA         | 163  | 16/26 (61 %) | 147      |